# Big band
Pour les articles homonymes, voir Bande.
Cet article possède un paronyme, voir Big Bang.

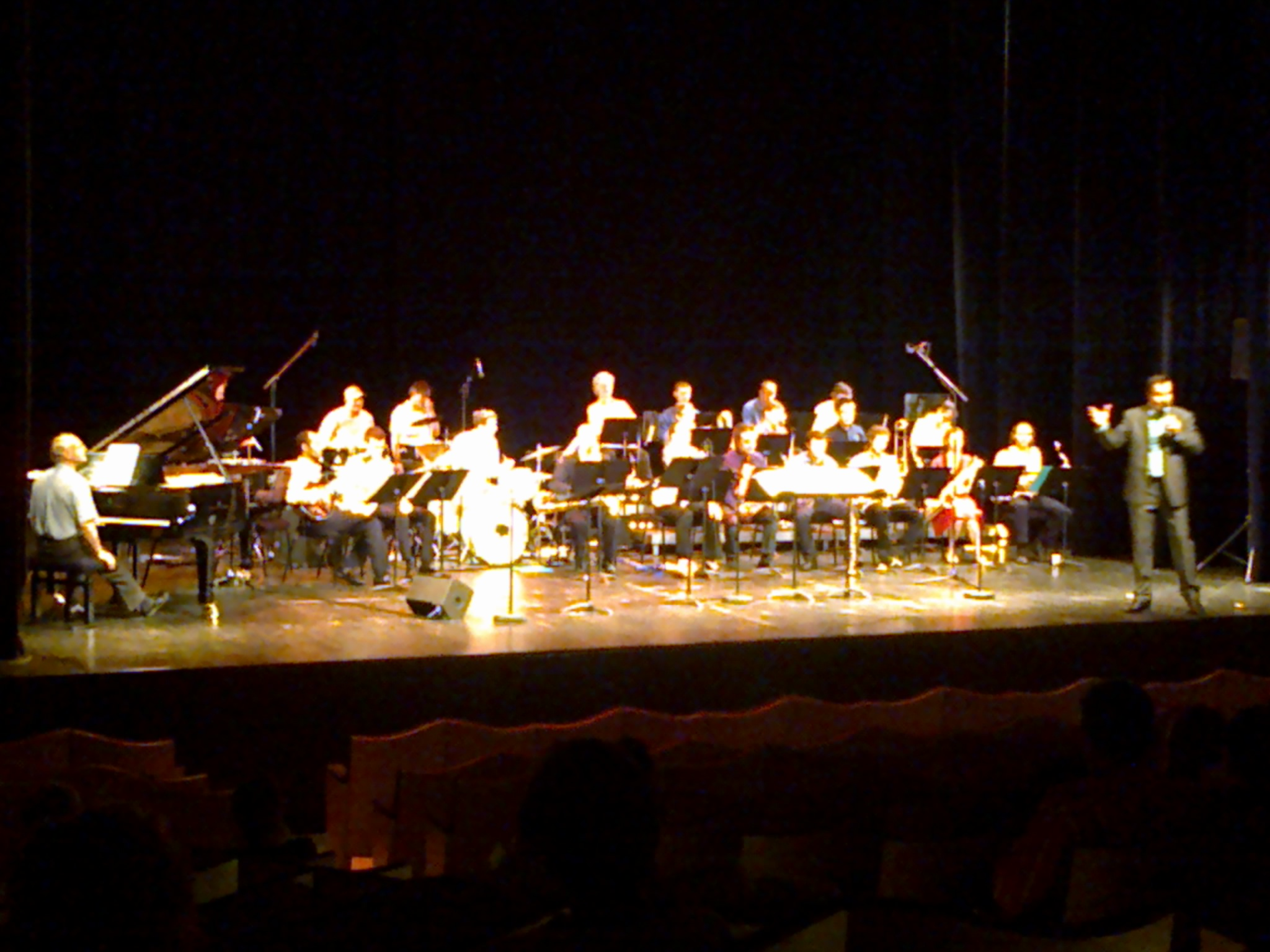
Le Big Band de Levallois lors d'un concert au conservatoire Maurice Ravel de Levallois-Perret (Hauts-de-Seine).

Un « big band » est une formation orchestrale, de professionnels ou d'amateurs, qui interprète des œuvres du répertoire jazz, particulièrement dans le style swing jusque dans les années 1960 ; à partir de ces années, l'avant-garde et le free jazz commencent à s'intéresser à ce type de formation. Son nom vient de l’anglais et signifie littéralement « grand groupe ». D'autres termes comme « jazz band », « jazz ensemble », « jazz orchestra », « stage band », « society band » et « dance band » peuvent être utilisés dans des contextes particuliers.

## Effectif

Plan de scène habituel d'un big band.

La formation la plus traditionnelle emploie quatre sections instrumentales, appelées aussi pupitres :
- Les saxophones : deux saxophones alto, deux saxophones ténor et un saxophone baryton (souvent multi instrumentistes, les saxophonistes peuvent tenir d'autres instruments à anche, comme la clarinette en si ou en mi, la clarinette basse, le saxophone soprano ou la flûte).
- Les trombones, au nombre de quatre, à coulisses ou à pistons, le quatrième étant souvent un trombone basse ;
- Les trompettes, également au nombre de quatre et parfois cinq, à pistons ou à valves, elles utilisent aussi parfois des sourdines, cornets ou bugles (qui sont des dérivés de la trompette) ;
- La section rythmique : piano (ou orgue), contrebasse (ou guitare basse) et batterie, complétée souvent par la guitare et parfois par diverses percussions.

D'autres instruments viennent souvent compléter l'ensemble : tuba, cor d'harmonie, vibraphone, bigophone, mirliton, mellophone, etc. Parfois est ajoutée une section de cordes. On y retrouve également parfois un ou plusieurs chanteurs qui interprètent les chansons ou les mélodies (ce qui donne parfois du « scat ») en solo, accompagnés par le reste de l'orchestre.
Le directeur, qui est parfois également compositeur et/ou arrangeur, est chargé de la cohésion de l’orchestre et donne parfois son nom au big band.
Au cours des années 1940, une autre formation orchestrale du Big Band comprenait des accordéons accompagnés de piano, guitare, violoncelle basse, percussions et marimba.

## Big bands célèbres
- Fletcher Henderson serait le premier musicien à avoir formé un big band[3]. À partir des années 1930, le big band est représenté par Chick Webb, Count Basie, Cab Calloway, Duke Ellington, Shep Fields, Glenn Miller, Benny Goodman, Artie Shaw, Woody Herman, Stan Kenton, le Casa Loma Orchestra de Glenn Gray, Les Brown, etc.
- Certains de ces orchestres, comme le Glenn Miller Orchestra, ou le Duke Ellington Orchestra ont survécu à leur créateur.
- À l'arrivée du bebop, Dizzy Gillespie fonde plusieurs big bands. Miles Davis et Gil Evans collaborent pour l'album Birth of the Cool.
- Le style cool sera représenté par les big bands de Marty Paich et Pete Rugolo.
- La musique afro-cubaine est représentée par les big bands de Tito Puente et de Perez Prado.
- Dans les années 1960, le Clarke-Boland Big Band et le Thad Jones/Mel Lewis Orchestra remettent les big bands sur le devant de la scène, depuis des big-bands se développent dans le monde entier[4] comme le Vienna Art Orchestra.
- Anthony Braxton, avec son Creative Music Orchestra et Lester Bowie, avec son Sho' Nuff Orchestra, fondent deux formations issues du free jazz. Martial Solal a créé plusieurs orchestres, comme le Martial Solal Dodécaband ou le Newdecaband. On peut citer également l'Orchestre national de jazz ainsi que l'orchestre de Bob Quibel, accompagnant les émissions télévisées de Jacques Martin.
- Plusieurs accordéonistes américains ont enregistré des arrangements de compositions de jazz populaires pour le groupe d'accordéon. Ils comprenaient: Pietro Deiro, Charles Magnanate, Joe Biviano et John Serry[5],[6],[7],[8],[9],[10],[11],[12].